# Rectoria de Montclar
La Rectoria de Montclar és un habitatge del municipi de Montclar (Berguedà), edificat com a rectoria de Sant Martí de Montclar, que forma part de l'Inventari del Patrimoni Arquitectònic de Catalunya.

## Descripció
Habitatge amb estructura de masia orientat a ponent. Està estructurat en planta baixa i dos pisos superiors amb coberta a dues aigües de teula àrab i el carener perpendicular a la façana principal. El parament és de carreus de pedra de grans dimensions disposats en fileres i units amb morter. Les obertures són més aviat escasses i de petit format, algunes arcs de mig punt tot i que la majoria, allindanades. Destaquen algunes obertures, sobretot balcons, protegides amb petits ràfecs de teula àrab.

## Història
No tenim notícies històriques conservades però a les llindes d'algunes obertures s'hi llegeixen diverses dates del s. XVIII, situades entre 1764 i 1778.